# Лабарр, Теодор
Теодор Лабарр (фр. Théodore Labarre; 5 марта 1805, Париж — 9 марта 1870, Париж) — французский арфист и композитор.
Окончил Парижскую консерваторию, где был учеником Франсуа-Жозефа Надермана и Николя Бокса. В 1823 году был удостоен второй Римской премии за кантату «Пирам и Фисба». Концертировал как солист во Франции и Великобритании. В 1844 году выпустил теоретический труд «Школа игры на арфе» (фр. Méthode complète pour la harpe). В 1851 году возглавил частную капеллу будущего императора Наполеона III. С 1867 года — профессор арфы в Парижской консерватории. Среди его учеников — Феликс Годефруа.
Автор более ста сочинений для арфы — фантазий, дуэтов, трио и т. д. Кроме того, написал девять опер и балетов, наибольшей известностью из которых пользовался балет «Восстание в серале» (фр. La révolte au sérail), поставленный на сцене Парижской Оперы балетмейстером Филиппо Тальони (главную роль на премьере 4 декабря 1833 года исполнила его дочь, знаменитая балерина Мария Тальони).
В 1862 году удостоен Ордена Почётного Легиона.